# اوزبیاکوو
اوزبیاکوو (انگلیسی: Uzbyakovo) یک شهرک در شهرستان گافوریسکی استان باشقیرستان کشور روسیه است.